# Debreczeni József (tanár)
Debreczeni József (Torda, 1844 – Kolozsvár, 1883. január 14.) református kollegiumi tanár.

## Élete
Tanult a nagyenyedi Bethlen-főiskolában és a kolozsvári református kollégiumban; a bölcseleti és jogi osztályokat elvégezve, mint tanító nyert alkalmazást Kolozsvárott a református kollegiumban. 1870-ben az intézet segélyével külföldre ment; két félévet tanult Zürichben, újabb kettőt Berlinben, ahol a magyar egylet elnöke is volt. Az V-VIII. félévben a Kolozsvári Magyar Királyi Ferenc József Tudományegyetemen tanult, itt szerezte meg diplomáját 1875-ben. Közben 1872-ben a kolozsvári református kollégiumban a természettan tanára lett. 1878-tól fogva haláláig tanvezető tanár volt és szerkesztette a kollegium Értesítőjét.
Programmértekezése: A középtanodák feladatáról. (Kolozsvári ref. colleg. Értesítője 1878.)